# Semiothisa hebesata
Semiothisa hebesata là một loài bướm đêm trong họ Geometridae.